# 클레베르 라우비 피녜이루
클레베르 라우비 피녜이루(포르투갈어: Kléber Laube Pinheiro, 1990년 5월 2일)는 브라질의 축구 선수이다. 현재 일본의 요코하마 FC에서 활약하고 있다.